# Style Kohama
 (signalé en mai 2025).
Si vous disposez d'ouvrages ou d'articles de référence ou si vous connaissez des sites web de qualité traitant du thème abordé ici, merci de compléter l'article en donnant les références utiles à sa vérifiabilité et en les liant à la section « Notes et références ».
- Archive Wikiwix
- Bing
- Cairn
- DuckDuckGo
- E. Universalis
- Gallica
- Google
- G. Books
- G. News
- G. Scholar
- Persée
- Qwant
- (zh) Baidu
- (ru) Yandex
- (wd) trouver des œuvres sur Wikidata

Le style Kohama (小浜流, Kohama-ryū) est une méthode de préparation du saké au cours de l'époque d'Edo, employée à la shukuba Kohama-juku (小浜宿) du domaine d'Amagasaki de l'ancienne province de Settsu (à présent Takarazuka dans la préfecture de Hyōgo). De nos jours, la méthode est utilisée par des brasseurs amateurs ou par des boutiques de brasserie (en). 

## Histoire
Le style Kohama est un descendant direct des techniques employées par les prêtres des temples proches de la Muko-gawa dans le sud-est de la préfecture de Hyōgo, prêtres qui ont eux-mêmes appris leurs techniques de distillation du style Nara (奈良流). Ce style est rapidement répandu dans la région par Sessen Jūnigō (摂泉十二郷) dans des villes telles qu'Itami, Ikeda et Kōike. Le saké est produit puis transporté en descendant la Muko-gawa jusqu'à Osaka où il est ensuite expédié à Edo. Cependant, Sessen tombe en disgrâce auprès du shogunat qui commence ensuite à réglementer le brassage du saké Kohama et le style finit par disparaître au milieu de l'époque d'Edo.

## Formule
La recette de fabrication du saké de style Kohama a été découverte dans de vieux documents de l'époque et il a été constaté qu'elle est similaire au style Itami de saké plus sec tout en possédant son propre bouquet. Le moule utilisé pour faire le saké contribue à précipiter les protéines de l'infusion du saké, contribuant ainsi à le clarifier dans le produit final. Les détails figurent dans le Dōmōshuzōki (童蒙酒造記), document de l'époque d'Edo.

## Source de la traduction
- (en) Cet article est partiellement ou en totalité issu de l’article de Wikipédia en anglais intitulé « Kohama style » (voir la liste des auteurs).